# 인크레더블 헐크 (1982년 애니메이션)
《인크레더블 헐크》(영어: The Incredible Hulk)는 1982년부터 1983년까지 미국 NBC 채널에서 방영된 TV 애니메이션 시리즈로, 마블 코믹스의 헐크를 주인공으로 한 작품이다. 인기를 끌었던 헐크 실사 TV 드라마 《두 얼굴의 사나이》 종영에 맞추어 기획되었고, 같은 시기의 《스파이더맨 앤 어메이징 프렌드》와 합쳐서 방영되었다. 원작자 스탠 리가 내레이션을 맡았다.

## 성우진
- 마이클 벨 - 브루스 배너, 닥터 옥토퍼스
- 밥 홀트 - 헐크, 퍼펫 마스터
- 마이클 호턴 - 릭 존스
- B. J. 워드 - 베티 로스
- 수전 블루 - 리타
- 로베르토 크루스 - 리오
- 빅토리아 캐럴 - 쉬헐크
- 스탠 존스 - 리더
- 로버트 리질리 - 선더볼트 로스
- 팻 프레일리 - 글렌 탤벗
- 스탠 리 - 내레이션

## 같이 보기
- 헐크